# Церковь Святого Игнатия Лойолы (Токио)

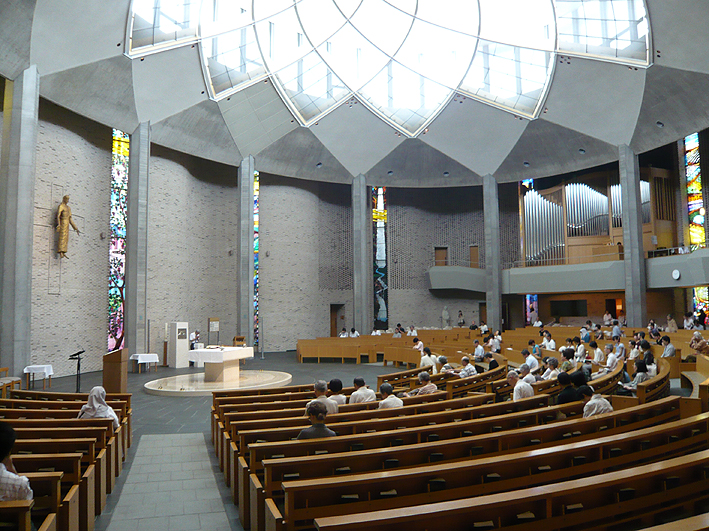
Интерьер главного храма святого Игнатия Лойолы

Церковь Святого Игнатия Лойолы (聖イグナチオ教会) — католическая церковь, находящаяся в Токио на территории католического Софийского университета. Приход Святейшего Сердца Иисуса входит в архиепархию Токио.

## История
Первоначально на территории Софийского университета находилась церковь святой Терезы, построенная в 1936 году. Этот храм сгорел в 1945 году во время пожара после бомбардировки Токио. Строительство нового храма началось в 1947 году. В 1949 году новый храм, названный в честь святого Игнатия Лойолы, освятил токийский архиепископ Пётр Тацуо Дои. В 1992 году эта церковь была демонтирована и на его месте началось строительство современного храма, которое было завершено в 1999 году.
Церковь состоит из главного храма, трёх часовен и звонницы, построенных в европейском модернистском стиле с элементами японской архитектуры. Главный храм имеет эллиптическую форму, напоминающее яйцо, что символизирует Христово Воскресение. Интерьер храма украшен стилизованным распятием.
Стеклянная крыша храма, символизирующая лотос, укреплена на 12 столбах, которые обозначают 12 апостолов. Между этими столбами находятся 12 витражей, которые описывают историю сотворения мира.
Около главного храма находятся часовня святого Игнатия Лойолы и Пресвятой Девы Марии.

## Галерея

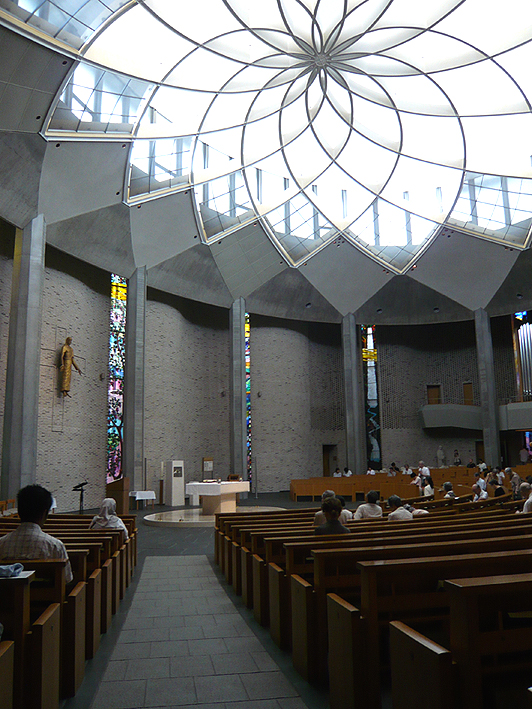
Крыша-лотос
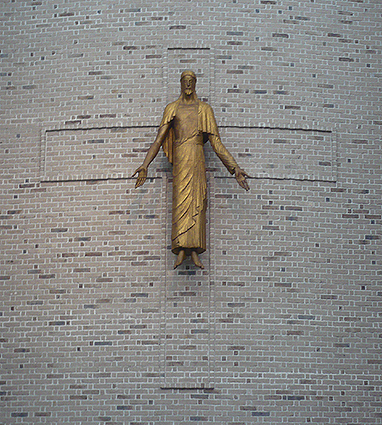
Стилизованное распятие
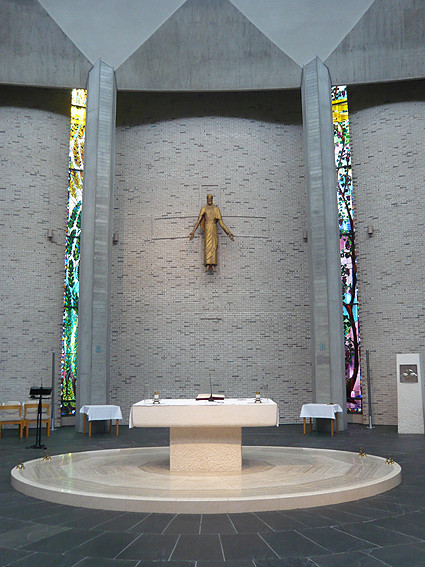
Алтарная часть храма